# Portrait du 9e duc de Marlborough avec sa famille
Le Portrait du 9e duc de Marlborough avec sa famille (Portrait of the 9th Duke of Marlborough with his family) est un tableau réalisé en 1905 par John Singer Sargent et actuellement conservé au palais de Blenheim, dans l'Oxfordshire.

## Présentation
Cette grande huile sur toile (332,7 × 238,8 cm) fait partie de la collection du duc de Marlborough au palais de Blenheim.
Elle représente Charles Spencer-Churchill (9e duc de Marlborough) (1871-1934), son épouse, née Consuelo Vanderbilt (1877-1964), et leurs deux fils : John Spencer-Churchill, futur 10e duc de Marlborough (1897-1972), et Ivor Spencer-Churchill (1898-1956).
Le tableau fut commandé à Sargent par Charles Spencer-Churchill, qui souhaitait donner un pendant au Portrait du 4e duc de Marlborough avec sa famille réalisé par Joshua Reynolds. En haut du tableau de Sargent, au milieu des tentures, figure un buste du premier duc de Marlborough, John Churchill (1650-1722).

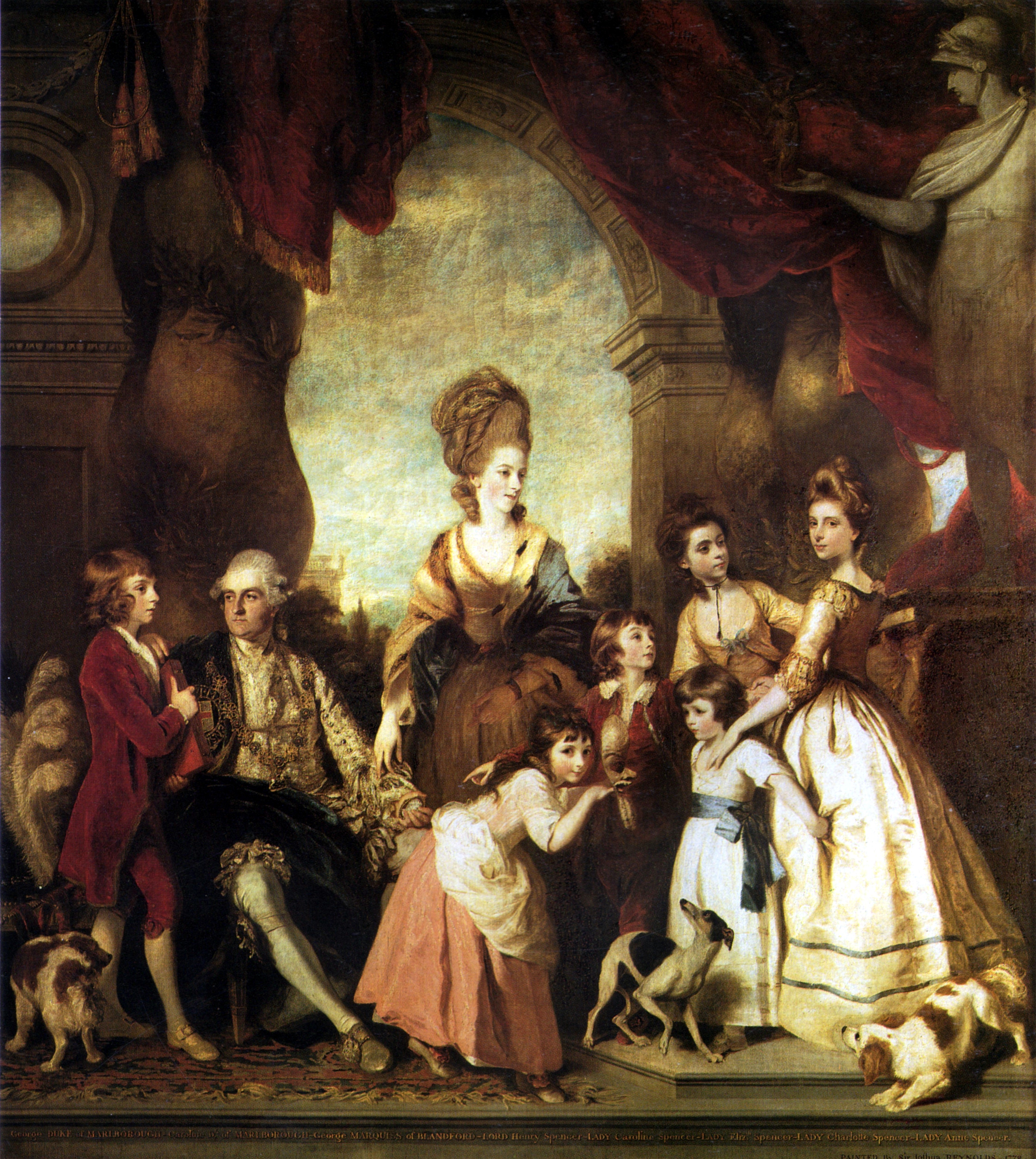
Portrait du 4e duc de Marlborough avec sa famille, par Joshua Reynolds (1777-1778).